# Duplicaria kieneri
Duplicaria kieneri é uma espécie de gastrópode do gênero Duplicaria, pertencente à família Terebridae.